# Lozzolo
Lozzolo là một đô thị ở tỉnh Vercelli trong vùng Piedmont thuộc Ý, có cự ly khoảng 80 km về phía đông bắc của Torino và khoảng 35 km về phia bắc của Vercelli. Tại thời điểm ngày 31 tháng 12 năm 2004, đô thị này có dân số 797 người và diện tích là 6,7 km².
Lozzolo giáp các đô thị: Gattinara, Roasio, Serravalle Sesia, Sostegno, và Villa del Bosco.